# تواروژنا (ناحیه برنو-تسوونتری)
تواروژنا (به چکی: Tvarožná) یک منطقهٔ مسکونی در جمهوری چک است که در ناحیه برنو-تسوونتری واقع شده‌است. تواروژنا ۸٫۸۲ کیلومتر مربع مساحت و ۱٬۲۱۷ نفر جمعیت دارد و ۲۵۷ متر بالاتر از سطح دریا واقع شده‌است.